# Boende flygplats
Boende flygplats är en flygplats vid staden Boende i Kongo-Kinshasa. Den ligger i provinsen Tshuapa, i den centrala delen av landet, 800 km nordost om huvudstaden Kinshasa. Boende flygplats ligger 351 meter över havet. IATA-koden är BNB och ICAO-koden FZGN. Boende flygplats hade 206 starter och landningar, samtliga inrikes, med totalt 1 596 passagerare, 84 ton inkommande frakt och 42 ton utgående frakt 2015.